# شهرسازی چشم‌انداز
شهرسازی چشم‌انداز (به انگلیسی: Landscape urbanism)، یک نظریه و برنامه‌ریزی شهری که بهترین راه برای سازماندهی شهر است. عبارت «شهرسازی چشم‌انداز» برای نخستین بار در اواسط سال ۱۹۹۰ به وجود آمد. از آنجا که در آن زمان، «شهرسازی چشم‌انداز» برای بسیاری از کاربردهای مختلف گرفته می‌شد، اما اغلب اوقات به عنوان یک پاسخ پست مدرن یا پست ارسال مدرن به معنی «شکست» از شهرسازی جدید و تغییر به دور از چشم‌انداز جامع و خواسته‌های ذکر شده برای معماری مدرن و برنامه‌ریزی شهری بود.

عبارت «شهرسازی چشم‌انداز» نخستین بار در سال ۱۹۹۴ در کارهای پیتر کانلی دانشجوی کارشناسی ارشد دانشگاه ملبورن ظاهر شد. کانلی از این عبارت در عنوان طرح پیشنهادی خود در دانشگاه RMIT ملبورن استفاده کرد. در اینجا او یک گویش را که برای چشم‌انداز شهری به سختی وجود داشت پیشنهاد کرد؛ که این زبان نیاز به بیان کردن اکتشاف موجود در منظر محدود شهرسازی دارد. او از اصطلاح چشم‌انداز شهری در مقالهٔ سال ۱۹۹۴ خود استفاده کرد، «۱۰۱ ایده دربارهٔ پارک‌های بزرگ» به وسیلهٔ تام ترنر در سال ۱۹۹۶ نوشته شد.
شهر آینده سری نامحدودی از چشم‌اندازهای: روانی، جسمانی، شهری و قانونی با هم و جدا از هم خواهد بود، که آن‌ها برای هدف خاصی طراحی و برنامه‌ریزی شده‌اند با نتایجی در سیستم‌های اطلاعات جغرافیایی که با قدرت بی حد و حصر به ساخت و بازاریابی برنامه‌ها، عکس‌ها و دیگر سوابق ثبت شده‌اند. الکساندر کریستوف درست می‌گفت: شهر یک درخت نیست بلکه یک چشم‌انداز است.
از اواخر سال ۱۹۹۰ عبارت منظر شهری به وسیله معماران چشم‌انداز در ایالات متحده برای اشاره به سازماندهی مجدد در کاهش شهرهای صنعتی مانند دیترویت مورد استفاده قرار گرفت. از سال ۲۰۰۰ توسط معمارانی در اروپا به معنی یک راه بسیار انعطاف‌پذیر از یکپارچه‌سازی مقیاس بزرگ مسکن، خانه و فضای باز مورد استفاده قرار گرفت. در اواخر سال ۲۰۰۰ این عبارت با تجارت‌های بزرگ چند مرحله‌ای و پارک‌های شهری مانند طراحی پارک المپیک همراه شد.

## تاریخچه
نخستین رویداد مهم مربوط به «چشم‌انداز شهری» در سال ۱۹۹۷ در شیکاگو توسط بنیاد گراهام با مضمون کنفرانس چشم‌انداز شهری برگزار شد. سخنرانان آن شامل الکسانر والدهیم، محسن مصطفوی، جیمز کرنر، الکس وال و آدریانا از شرکت غرب ۸ بودند. می‌توان پیش‌بینی کرد که دوره شکل‌گیری منظر شهری مربوط به دانشگاه RMIT و دانشگاه پنسیلوانیا در اواخر سال ۱۹۸۰است، در زمانی که پیتر کانلی، ریچارد ولر، جیمز کرنر، محسن مصطفوی، و دیگران در حال کاوش مرزهای مصنوعی معماری چشم‌انداز بودند، طراحان شهری و معماران، دنبال راه‌های بهتر برای مقابله با پروژه‌های پیچیده شهری بودند. با این حال با ترکیب و استناد متن‌های خود با روش تأثیرگذار مدرن، برنامه و بیانیه‌هایی در اوایل قرن ۲۰ ظاهر شد. چارلز والدهایم، آنو ماتور، آلن برگر، کریس رید، در میان دیگران از دانشجویانی بودند که در دوران شکل‌گیری چشم‌انداز شهری در دانشگاه پنسیلوانیا مشغول به تحصیل بودند. بعد از کنفرانس شیکاگو، مدارس طراحی اروپایی و نهادهای طراحی آمریکای شمالی شروع به تشکیل برنامه‌های دانشگاهی تدوین و رسمی‌کردن حوزه مطالعات چشم‌انداز شهری کردند که شامل دانشگاه تورنتو، دانشکده طراحی هاروارد، دانشکده اسلو معماری
, مؤسسه فناوری ماساچوست
, دانشگاه کاتولیک در لون، بلژیک , ،دانشگاه ایلینوی در شیکاگو و انجمن معماری لندن بودند.

## موضوع
جیمز کرنر نویسندهٔ مقاله‌های «ترا فلوکسوس.» ۴ ایده کلی و مهم را برای استفاده در چشم‌انداز شهری مطرح کرد که عبارتند از:
1. روند در طول زمان: آشنایی با مایع یا تغییر ماهیت از هر محیط و اثرگذاری تغییرات در طول زمان، احترام به فرایندهای طبیعی (محیط زیست). ایده‌ای که ما با ان زندگی می‌کنیم با محیط پیرامون ما در هم تنیده شده. ما باید هنگام خلق محیط شهری به طراحی شهری که در طول زمان با سطح کار در ارتباط است احترام بگذاریم.
2. افقی: استفاده از ساختار افقی در محوطه سازی به جای تکیه به ساختار عمودی.
3. روش کار (تکنیک): افرادی که به ایدهٔ چشم‌انداز شهری عمل می‌کنند باید توانایی تطبیق آن را با محیط زیست داشته باشد.
4. تخیل: بسیاری از برنامه‌ریزی‌های شکست خوردهٔ قرن ۲۰ را می‌توان منسوب به تخیل ضعیف که به گسترش روابط جدید و احتمالات می‌انجامد دانست.[۳]

## پروژه‌ها
در ادامه پروژه‌های چشم‌انداز شهری که موجود هستند می‌توان اطلاعات بیشتری را دربارهٔ تئوری در عمل نشان داد که عبارتند از:
- مادرید ریو، جینس گاریدو [مدیر] بورگوس و گاریدو / پوراس لا کاستا / روبیو ای سالا / غرب ۸
- رقابت دفن زباله‌ها، عملیات میدانی / جیمز کرنر
- خط بلند، عملیات میدانی / جیمز کرنر
- پارک مسابقه Downsview، تمامی نوشته‌های فینالیست
- Schouwburgplein, Rotterdam, West 8/Adriaan Geuze
- همچنین پروژه‌های Stoss / کریس رید را ببینید.

## نقدها
شهرسازی چشم‌انداز به عنوان یک ایده که صرفاً از پروژه‌های گران و پر زرق و ورق به صورت آزادانه دفاع می‌کند مورد انتقاد قرار گرفته‌است، این‌ها طرح‌هایی گران‌قیمت با یک هدف تجاری و زیبایی هستند که با جاه طلبی‌های محلی یا منطقه‌ای به سرمایه‌گذاری در محیط زیست یا پایداری، بدون مطرح کردن رویکرد بیشتر در سطح جهانی قابل اجرا هستند و بدون ترکیب واقعی معماری منظر با زمینهٔ محیط زیست شهری است. از این انتقاد، فردریک اشتاینر منظر شهرسازی محیط زیست را به عنوان یک رویکرد معرفی کرد که می‌توانذ شامل زمینهٔ محیط زیست شهری باشد و Wybe Kuitert نشان داد که چگونه چنین برنامهٔ یکپارچه و مدیریت شهری باید به تجزیه و تحلیل تکیه کند.تشخیص کیفیت نهایی طبیعت وحشی در شهر اولین گام برای فهمیدن این است که چگونه یک محیط زیست شهری می‌تواند توسعه پیدا کند و نقشه‌های گیاهی در یک شهر ابزاری نهایی هستند برای این منظور.
یک معارض به چشم‌انداز شهری، شهرسازی جدیدی با رهبری آندرس دوانی است. که پیشرفت ارتباطات و رشد هوشمندانه را با عبور به سمت توسعه و طراحی محلهٔ سنتی را ترویج می‌کند. در پاسخ به تمرکز چشم‌انداز شهرسازی برایجاد فضای سبز گسترده در توسعه شهری، آندرس دوانی چنین اظهار داشت: که تراکم و شهرسازی یکی نیستند علاوه بر این تا رمانی که تراکم عظیمی و جود داشته باشد نیروی انسانی راه نخواهد رفت. .که نتیجهٔ تراکم بخش‌های سبز از دست دادن اتصالات به شبکه‌های وسیع تر است.
شهرسازی ایمواز دیگر انتقادات دانش چشم‌انداز شهری است. این جنبش ادعا کرد که دیدگاه محیط زیست چشم‌انداز شهری به عنوان یک عنصر زیبایی از یک سبک است نه یک محیط زیست شهری. زیست مصنوعی جایگاه انتروپیک را عوض کرد که برای ساخت دوباره منظر با نامی خاص یا زیبایی متناسب است. فقدان، پویایی و تطبیق پذیری سیستم قطعی و اساسی شهری است. شهرسازی ایمو با ساخت یک عضو کلیدی در حال تحول «طبیعت» از فرایند طراحی متمایز گشت. تحقق این فرایند طبیعت شهری و طبیعت بزگ به عنوان زیست شهری در حال تحول خوانده شد. چارلز موریس اندرسون این ارتباط را به عنوان ناتوانی توصیف کرد که این درک همزمان و فهمیدن مطلق از گذشته، حال و آینده است. پروژه‌های شهرسازی ایمو شامل کارهای ساخته شده‌ای از چارلز اندرسون در پارک مجسمهٔ المپیک سیاتلموزهٔ معاصر انکوریج در انکوریج AK, پروژهٔ در حال ساخت ققنوس در هائیتی وپارک متروپلین هلنیکن در آتن یونان است.
ایان تامپسون یک بررسی انتقادی از شهرسازی چشم‌انداز را منتشر کرد که درهر کدام ده اصل را مشخص کرد و شش سؤال انتقادی پرسید. نتیجه‌گیری‌های او شامل:
ایده‌هایی که در مقالهٔ چشم‌انداز شهری وجود دارند عبارتند از: تقسیم کردن امتیازات حرفه‌ای، ادغام تفکر اکولوژیک، زیرساخت برجسته، تمایل به استفاده مثبت از مواد زائد و تأکید بر قابلیت وجود به جای صرف ظاهر. همیشه به‌طور قابل توجهی دانش نا مفهوم، تصاویر مبهم و زبان گنگ وجود دارد که چشم‌انداز شهرسازی باید به تخلیه کردن و آرایش دادن مواردی برای خود با پاک کردن منابع اشتباه بپردازد و این کار با تحت تأثیر قرار دادن دانشجویان نخبه ویا حتی سوق دادن آن به سمت مخاطبان خاص انجام شد.

## مطالعهٔ بیشتر
- آلمی، دین، مرکز ۱۴: در چشم‌انداز شهرسازی، مرکز معماری و طراحی آمریکا، دانشگاه تگزاس در آستین، ۲۰۰۷
- آلن، استن.شهرسازی MAT: ضخامت 2-D. موردی: بیمارستان ونیز لوکوربوزیه واحیای ساختمان مت.اد. هاشم سرکیس. مونیخ؛ نیویورک: Prestel، ۲۰۰۱
- کانلی، پیتر، استقبال بازبودن: ساخت چشم‌انداز چشم‌انداز معماری شهرسازی: قسمت ۲"، در "مش کتاب: چشم‌انداز / زیرساخت، ویرایش:جولیان راکسورتی و جسیکا خون، RMIT دانشگاه، ملبورن، ۲۰۰۴، ۲۰۰–۲۱۹.
- کرنر، جیمز. بازیابی چشم‌انداز: مقالات در چشم‌انداز معماری معاصر. نیویورک، نیویورک: پرینستون معماری مطبوعات، ۱۹۹۹
- زرنیکا، جولیا. CASE - Downsview پارک تورنتو. مونیخ؛ نیویورک؛ کمبریج، ماساچوست: Prestel. دانشگاه هاروارد، مدرسه طراحی، ۲۰۰۱
- دووآنی، آندرس. هنر مدنی جدید: عناصر برنامه‌ریزی شهر. نیویورک: ریتزولی ۲۰۰۳.
- Kapelos, G. (1994). تفاسیر از طبیعت: معماری معاصر کانادا، چشم‌انداز و شهرسازی. Kleinburg، کانادا: مکمیشل مجموعه هنر کانادا.
- استفان رد، کلی شانون، ریچارد ولر، سو آن شبکه، سزار تورس، پیتر کانلی و آدریان Napoleone، ملبورن، RMIT، ۲۰۰۷
- چشم‌انداز شهرسازی: کتابشناسی حاشیه
- کولهاس، رم.آتلانتا. S, M، L, XL. نیویورک:Monacelli مطبوعات، ۱۹۹۹.
- شهرسازی چشم‌انداز
- موران، E. F. (2011). مردم و طبیعت: مقدمه‌ای بر روابط محیط زیست بشر است. مالدن، MA: بلکول انتشارات آموزشی
- مصطفوی، محسن، چیرو Najle و انجمن معماری. شهرسازی چشم‌انداز: راهنمای مکانیکی چشم‌انداز. لندن: انجمن معماری، ۲۰۰۳.
- TOPOS 71 شهرسازی چشم‌انداز. این موضوع شامل کمک از چارلز والدهایم، جیمز کرنر، محسن مصطفوی، آدریان گئوز، سوزانا دریک، کنگ جیلان یو، فردریک اشتاینر، و دین آلمی.
- ویلسون، متیو، باغ عمودی، یک منطقه بزرگ برای دبی، مجله بین‌المللی شهری و پژوهش منطقه ۳۴، ۹۲۵–۴۰. ۲۰۱۰.